# Eucrostes fimbriolaria
Eucrostes fimbriolaria là một loài bướm đêm trong họ Geometridae.